# Poromitra nigriceps
Poromitra nigriceps är en fiskart som först beskrevs av Zugmayer, 1911.  Poromitra nigriceps ingår i släktet Poromitra och familjen Melamphaidae. Inga underarter finns listade i Catalogue of Life.